# Számtartó
A számtartó (latinul: rationista dominalis) a feudális mezőgazdasági struktúrában a birtok kormányzatát ellátó tisztiszék tagja volt; olyan uradalmi tisztviselő, aki könyvelői munkát végzett.
A számadások vezetésével és a pénztár kezelésével foglalkozó gazdatiszt, aki nagyobb és rendezett uradalmakban rangra az igazgató vagy a tiszttartó után következett, illetve kisebb uradalmakban az uradalom vezetésével vagy a központi kerület kezelésével megbízott személy volt.